# دورية مكغيل الطبية
تعتبر دورية مكغيل الطبية حاليا الدورية العالمية الوحيدة في مجال الطب الحيوي التي تدار بشكل كامل من قبل طلبة الطب. أعضاء الدورية التنفيذيين معظمهم من طلبة السنة الثانية بكلية الطب التابعة لجامعة مكغيل الكندية. يشكل طلبة الطب والباحثين المتدربين من مختلف أنحاء العالم أعضاء دورية مكغيل الطبية (بالإنجليزية: MJM)‏.

## معلومات تفصيلية
الدورية تصدر مرتان سنويا، وتتنوع مجالات البحث المنشورة منOriginal Articles المقالات الأصلية، Case Reports تقرير عن حالة، Reviews المقالات النقدية و Crossroads اتجاهات فرعية. ميزة تتميز بها الدورية، مع التأكيد على الربط بين العلوم الطبحيوية والعلوم الإنسانية. في كل عدد من أعداد دورية مكغيل الطبية يوجد قسم يدعى «البؤرة» وهو عبارة عن منتدى يقوم المختصين البارزين في مجال معين بمشاركة آرائهم ومعرفتهم.

## وصلات خارجية
- موقع دورية مكغيل الطبية
- موقع جامعة MacGill